# Elisabet de Württemberg (arxiduquessa d'Àustria)
Elisabet de Württemberg, arxiduquessa d'Àustria (Treptow, 21 d'abril de 1767 - Viena, 18 de febrer de 1790. Duquessa de Württemberg amb el tractament d'altesa reial que contragué matrimoni en el si de la casa reial d'Àustria.
Nascuda a Treptow, a la històrica regió del Brandenburg, el dia 21 d'abril de 1767, essent filla del duc Frederic II Eugeni de Württemberg i de la marcgravina Frederica de Brandenburg-Schwedt. Elisabet era neta per via paterna del duc Carles I Alexandre de Württemberg i de la princesa Maria Augusta de Thurn und Taxis, i per via materna del marcgravi Frederic Guillem de Brandenburg-Schwedt i de la princesa Sofia Dorotea de Prússia.
El dia 6 de gener de 1788 contragué matrimoni a Viena amb l'arxiduc i després emperador Francesc I d'Àustria, fill de l'emperador Leopold II, emperador romanogermànic i de la infanta Maria Lluïsa d'Espanya. La parella tingué una única filla:
- SAIR l'arxiduquessa Lluïsa d'Àustria, nada a Viena el 1790 i morta a Viena el 1791.

Elisabet morí a Viena el dia 18 de febrer de 1790 als 22 anys a causa del part. El seu marit es casà en tres ocasions més, primer amb la princesa Maria Teresa de Borbó-Dues Sicílies, amb l'arxiduquessa Maria Beatriu d'Àustria-Este i amb la princesa Carolina de Baviera.